# Kanagawa
Kanagawa (神奈川県 (Thần Nại Xuyên huyện) Kanagawa-ken) là một tỉnh thuộc vùng Kanto của Nhật Bản. Tỉnh lỵ là thành phố Yokohama.
Kanagawa là tỉnh có dân số đông thứ 2 Nhật Bản chỉ sau Tokyo và là một phần của Vùng thủ đô Tokyo.

## Địa lý

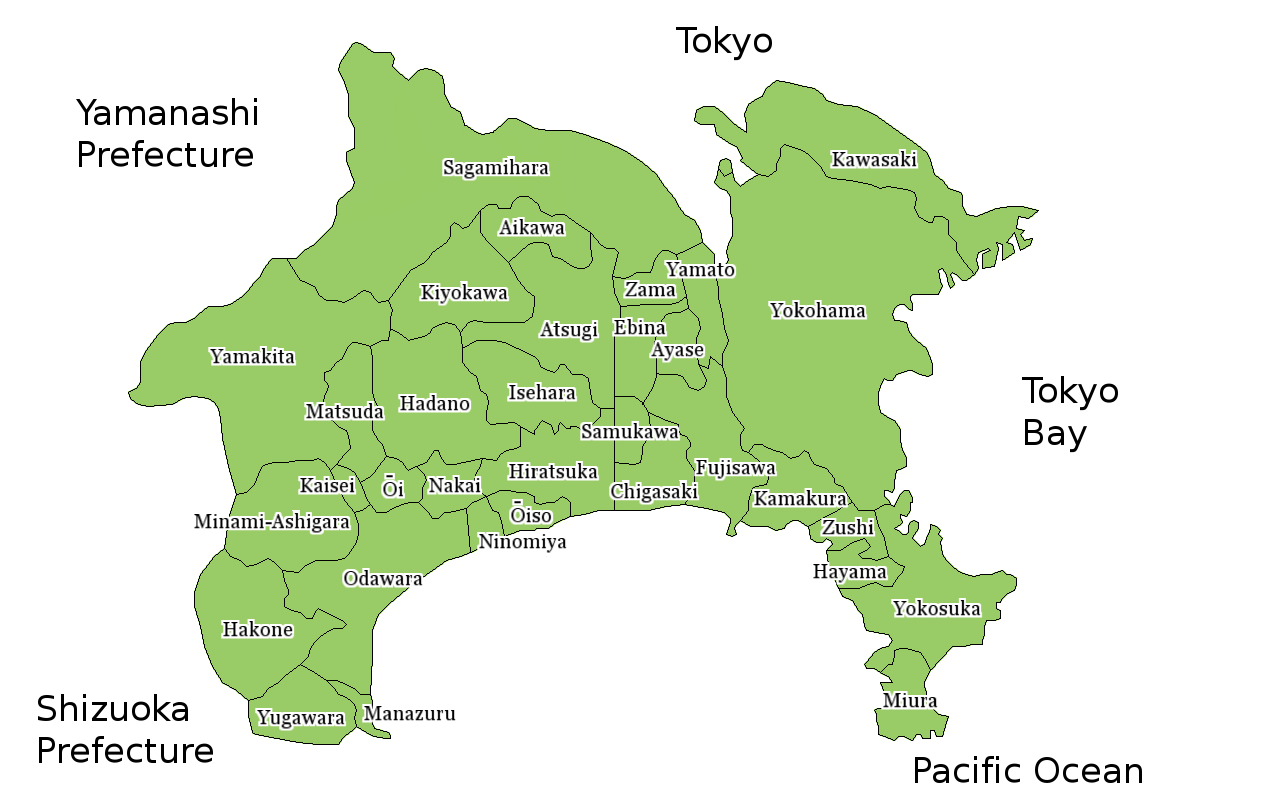
Bản đồ của Kanagawa

Kanagawa là một đơn vị cấp tỉnh có diện tích khá nhỏ nằm giữa Tokyo ở phía Bắc, chân núi Phú Sĩ về phía Tây Bắc và Thái Bình Dương và vịnh Tokyo về phía Nam và phía Đông. Phía Đông là đồng bằng khá bằng phẳng và được đô thị hóa cao độ, bao gồm các thành phố cảng lớn là Yokohama và Kawasaki, về phía Đông Nam thì mức độ đô thị hóa thấp hơn, gần bán đảo Miura nơi có thành phố cổ Kamakura- một địa danh du lịch nổi tiếng. Phía Tây thì nhiều núi đồi, có các khu nghỉ mát như Odawara và Hakone.
Sông Tama là ranh giới tự nhiên giữa Kanagawa và Tokyo. Sông Sagami chảy qua giữa tỉnh này.

## Lịch sử
Trong thời kỳ Nhật Bản trung cổ, Kanagawa là một phần của các tỉnh Sagami và Musashi. Kamakura ở trung tâm của Sagami là thủ đô của Nhật Bản trong thời kỳ Kamakura (1185-1333). Trong thời kỳ Edo, phần phía Tây của tỉnh Sagami đã nằm dưới quyền cai trị của daimyo Lâu đài Odawara, trong khi phần phía Đông nằm trực tiếp dưới quyền cai trị của Tướng quân Tokugawa ở Edo (Tokyo).
Phó đề đốc Hải quân Mỹ Matthew Perry cập bờ Kanagawa năm 1853 và 1854, và ký Hiệp định Kanagawa buộc mở cửa các cảng Nhật Bản cho Hoa Kỳ. Yokohama, cảng nước sâu lớn nhất ở vịnh Tokyo đã được mở cửa cho các nhà buôn nước ngoài năm 1859 sau nhiều năm bị nước ngoài gây sức ép và dần dần phát triển thành thương cảng lớn nhất Nhật Bản. Yokosuka gần đó, gần cửa vịnh Tokyo hơn, đã phát triển thành một quân cảng và ngày nay là đại bản doanh của Hạm đội 7 Hoa Kỳ và các hoạt động hạm đội của hải quân Đế quốc Nhật và Lực lượng phòng vệ biển Nhật.
Yokohama, Kawasaki và các thành phố lớn khác bị phá hủy nặng trong Trận động đất lớn Kantō năm 1923 và bom Mỹ năm 1945.

## Hành chính

### Các thành phố
Kanagawa có 19 thành phố:
| - Atsugi - Ayase - Chigasaki - Ebina - Fujisawa - Hadano - Hiratsuka - Isehara - Kamakura - Kawasaki | - Minamiashigara - Miura - Odawara - Sagamihara - Yamato - Yokohama (huyện lỵ) - Yokosuka - Zama - Zushi |

### Các thị trấn và làng mạc
| - Aiko Gun - Aikawa - Kiyokawa - Ashigarakami Gun - Kaisei - Matsuda - Nakai - Oi - Yamakita | - Ashigarashimo Gun - Hakone - Manazuru - Yugawara - Koza Gun - Samukawa - Miura Gun - Hayama - Misaki | - Naka Gun - Ninomiya - Oiso - Tsukui Gun* - Fujino* - Shiroyama* |

* Sắp bị giải tán.

## Giao thông vận tải
Hệ thống giao thông của Kanagawa giao cắt dày đặc với hệ thống giao thông của Tokyo (xem Giao thông ở Vùng thủ đô Tokyo). Đi lại bằng đường hàng không thông qua Sân bay quốc tế Tokyo hoặc Sân bay quốc tế Narita. Tàu cao tốc Tōkaidō Shinkansen có các chuyến tàu cao tốc đi Tokyo, Nagoya, Osaka và nhiều thành phố lớn khác.

## Giáo dục
- Đại học quốc lập Yokohama
- Đại học Tokai

## Thể thao
- CLB Yokohama FC

## Du lịch
- Thành phố Kamakura
- Khu du lịch Hakone